# Гуцунаев, Вадим Константинович
Вадим Константинович Гуцуна́ев (1914—1962) — советский инженер-конструктор.

## Биография
Родился в 1914 году в с. Христиановское (ныне Дигора, Северная Осетия-Алания). После гибели отца (участника белого движения, командира 3-го Осетинского конного полка) в 1920 году уехал с матерью в Петроград, там учился в школе.
В 1926—1929 годах снова жил в Дигоре (СОАССР). С 1929 года опять в Ленинграде, в 1930 году окончил школу-семилетку и поступил на ЛМЗ имени И. В. Сталина.
В 1933—1935 годах учился в Ленинградском автомеханическом техникуме (диплом с отличием).
С 1936 года работал во ВНИИ торфяной промышленности: конструктор, с 1956 года заместитель начальника конструкторского бюро (КБ).
Один из авторов дренажно-дисковой машины ДДМ-5 и нового метода осушения торфяных грунтов с закрытыми канавами — дренами. Умер в 1962 году.

## Награды и премии
- Сталинская премия третьей степени (1948) — за создание новых машин и методов осушения торфяных болот